# Heim (Norvegia)
Heim è un comune norvegese della contea di Trøndelag.